# Klaus-Peter Güttler
Klaus-Peter Güttler (* 21. November 1949 in Kiel) ist ein deutscher Politiker (SPD). Er war von 2007 bis 2009 Staatssekretär im Hessischen Ministerium für Wirtschaft, Verkehr und Landesentwicklung.

## Leben
Klaus-Peter Güttler besuchte in den Jahren 1954 bis 1968 Schulen in Schülp und Büsum, wobei er seine Schullaufbahn 1968 mit dem Abitur am Nordsee-Gymnasium Büsum abschloss. Nach dem sich darauf anschließenden Zivildienst bis 1969 begann er ein Studium der Rechtswissenschaften und der Politischen Wissenschaften, wofür er die Universitäten Hamburg und Marburg (Lahn) besuchte. Im Jahr 1974 machte er sein erstes juristisches Staatsexamen, 1977 sein zweites. Dazwischen führte er ein Referendariat im Landgerichtsbezirk Marburg (Lahn) durch. Seit August 1977 arbeitete Güttler für das Hessische Ministerium für Wirtschaft, Verkehr und Landesentwicklung, wo er 1996 zum Abteilungsleiter für Verkehr aufstieg; diesen Posten hatte er bis zum Jahr 2003 inne, danach war er Abteilungsleiter für Verkehr und Straßenbau.
Klaus-Peter Güttler ist evangelisch und hat zwei Kinder.

## Politik
Klaus-Peter Güttler ist Mitglied in der SPD. Er ist Stadtrat im Magistrat der Stadt Idstein und Mitglied im Kreistag des Rheingau-Taunus-Kreises.
Im Februar 2007 wurde er als Nachfolger von Bernd Abeln Staatssekretär im Hessischen Ministerium für Wirtschaft, Verkehr und Landesentwicklung. Vom 1. September 2009 bis 31. März 2014 war er Geschäftsführer beim Rhein-Main-Verkehrsverbund und vom 1. Mai 2011 bis zum 30. November 2013 Geschäftsführer beim Nordhessischen Verkehrsverbund.